# Philippe Nemo

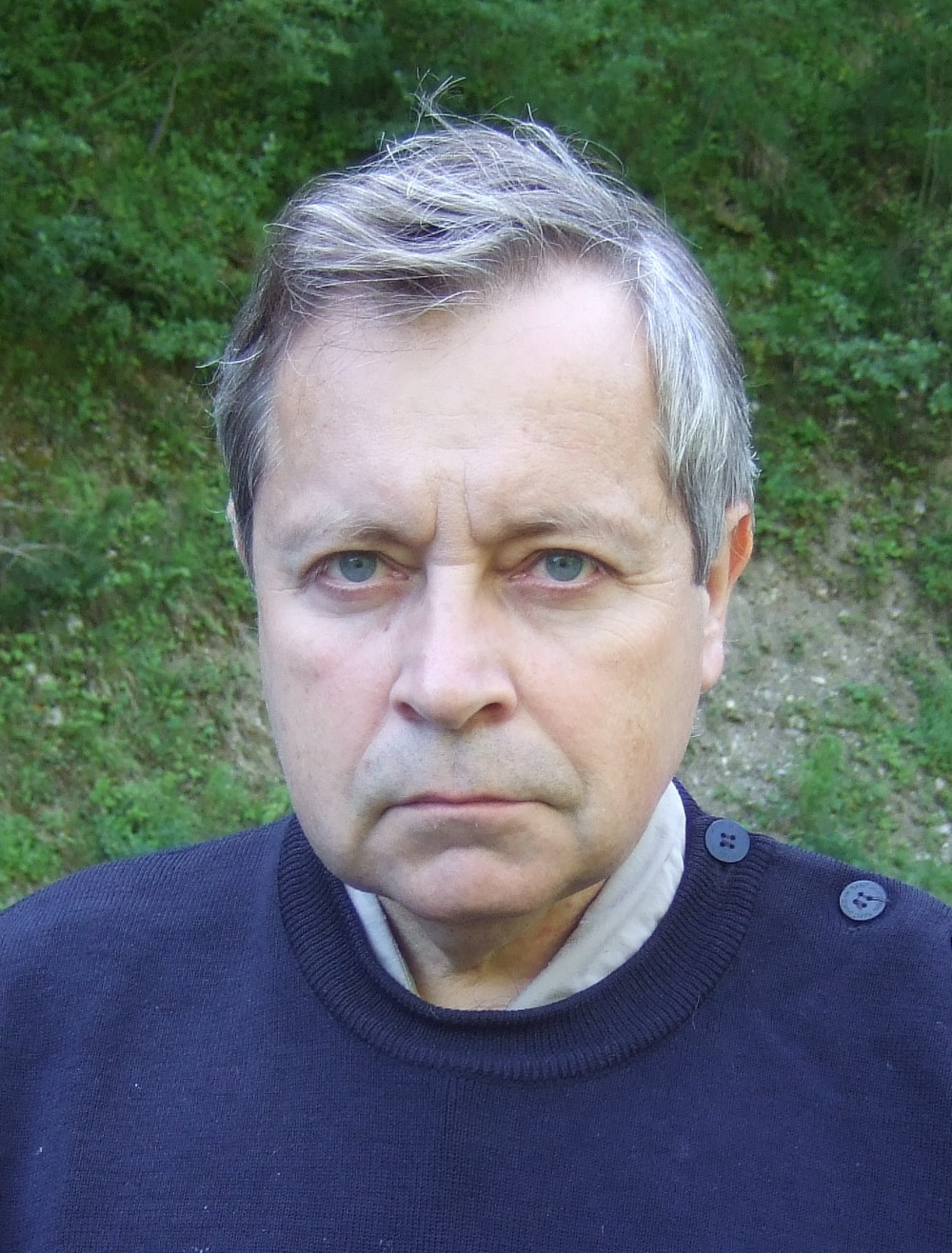
Philippe Nemo, 2009

Philippe Nemo (* 11. Mai 1949 in Paris) ist ein französischer Philosoph. 
Nemo studierte an der École Normale Supérieure de Saint-Cloud und ist heute Professor an der ESCP Europe. In den 1970er Jahren war er Berater der Minister Jacques Barrot und Lionel Stoléru. Von 1978 und 1982 wirkte er an der Universität Tours. In Deutschland wurde er vor allem durch sein Buch Was ist der Westen? Die Genese der abendländischen Zivilisation bekannt. Sein Buch Job et l'Excès du mal wurde ins Englische übersetzt, fand in Deutschland aber wenig Beachtung. 1999 erschien eine Neuauflage mit einem Beitrag von Emmanuel Levinas.
| Personendaten    | Personendaten           |
| ---------------- | ----------------------- |
| NAME             | Nemo, Philippe          |
| KURZBESCHREIBUNG | französischer Philosoph |
| GEBURTSDATUM     | 11. Mai 1949            |
| GEBURTSORT       | Paris                   |